# Adolf Peretz

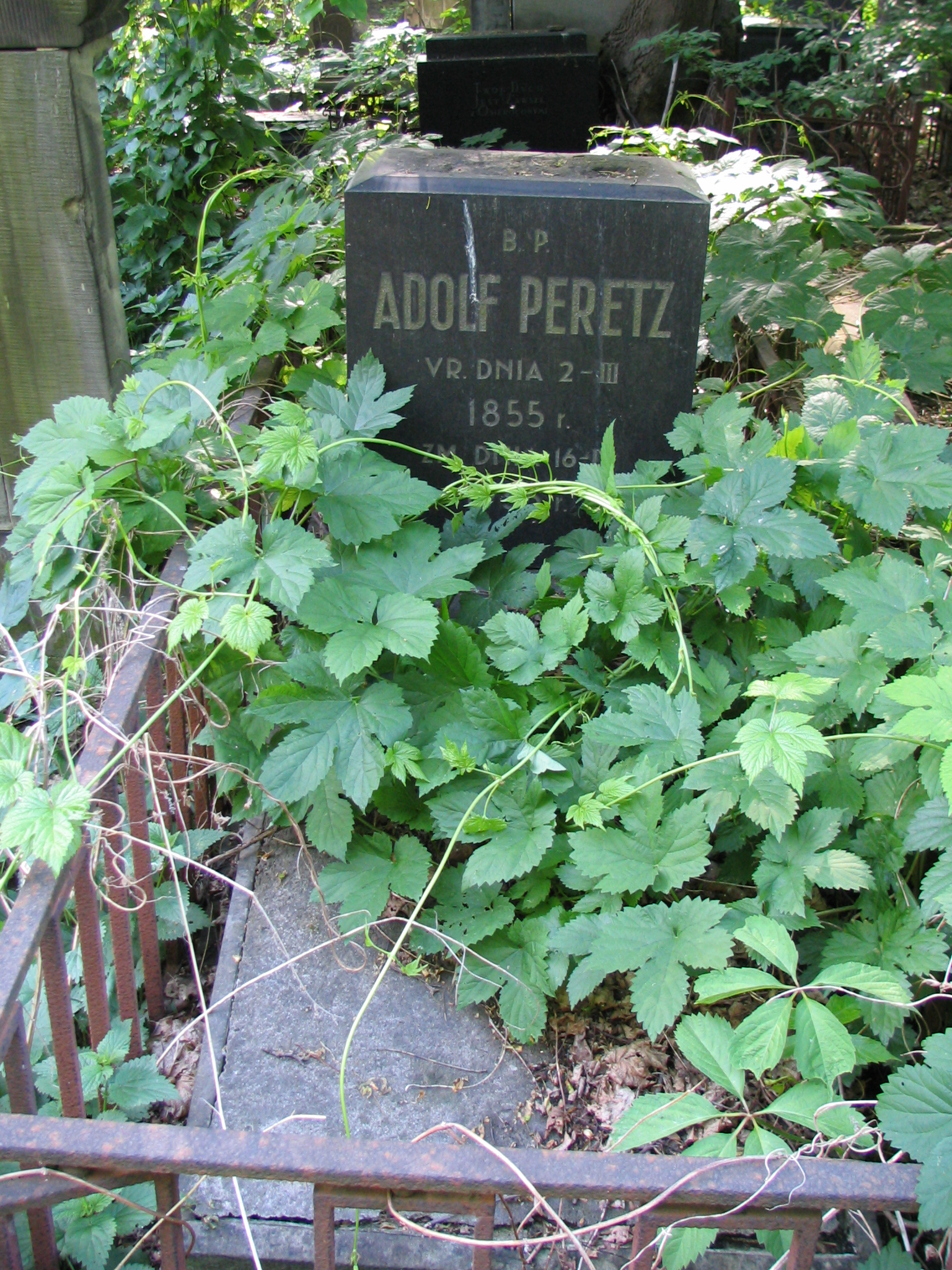
Grób Adolfa Peretza

Adolf Peretz niekiedy też Perec, ps. Ignotus (ur. 2 marca 1855 w Kaliszu, zm. 16 września 1933 w Warszawie) – polski ekonomista, finansista, kupiec i publicysta żydowskiego pochodzenia.

## Życiorys
Urodził się w rodzinie żydowskiej jako syn kupca zbożowego, zwolennika żydowskiego oświecenia i wspierającej polskie dążenia niepodległościowe działaczki społecznej. Początkowo uczęszczał do chederu, później kształcił się w polskich szkołach, a ostatecznie ukończył Akademię Handlową we Wrocławiu. 
Po ukończeniu nauki rozpoczął pracę w Banku Handlowym w Warszawie. Po kilku latach został kierownikiem w innym banku. W 1883 wraz z bratem Leopoldem Peretzem założył własny bank pod firmą Adolf Peretz i S-ka i prowadził go do 1920. Był pracownikiem Rady Komisji Handlu Tymczasowej Rady Stanu. Był wybitnym polskim specjalistą w dziedzinie bankowości. Reformował Bank Dyskontowy, którego Rady przez 25 lat był członkiem i wspomagał rozwój spółdzielni kredytowych. W 1920 wraz ze Stanisławem Pinkusem założył Bank Angielsko-Polski.
Był działaczem środowiska rzemieślników i drobnych kupców żydowskich. Założył i piastował stanowisko prezesa Towarzystwa Oszczędnościowo-Pożyczkowego dla Drobnych Kupców. Należał do Komitetu Giełdowego, był prezesem Stowarzyszenia Wzajemnej Pomocy Pracowników Handlowych Wyznania Mojżeszowego, prezesem Zarządu Kursów Ekonomicznych, członkiem zarządu Towarzystwa Dostarczania Pracy Ubogim Żydom. Był też sekretarzem Sekcji Handlowej Towarzystwa dla popierania Handlu i Przemysłu, członkiem Rady Opiekuńczej Szkół Handlowych Zgromadzenia Kupców m.st. Warszawy, członkiem Apelacyjnej Komisji Podatkowej, członkiem Zarządu Szkoły Rzemieślniczej. W 1910 założył Dom Starców w Kaliszu. Był inicjatorem powstania Towarzystwa Pomocy Wzajemnej byłych Wychowanków Szkół Kaliskich. Był współzałożycielem Domu Starców dla żydowskiej inteligencji przy ulicy Górczewskiej w Warszawie. Udzielał stypendiów ubogim studentom - m.in. rzeźbiarzowi Henrykowi Kunie. Wspierał też Arnolda Szyfmana przy budowie Teatru Polskiego w Warszawie. 
W 1873 rozpoczął działalność publicystyczną. Jego artykuły ukazywały się w „Izraelicie”, „Gazecie Handlowej”, „Nowej Gazecie”, „Kurierze Warszawskim”, „Wieku” i „Naszym Przeglądzie”. W ostatnich latach życia, od 1931, wykładał w Wyższej Szkole Dziennikarskiej w Warszawie w katedrze publicystyki finansowej i gospodarki. 
3 maja 1928 został odznaczony Krzyżem Kawalerskim Orderu Odrodzenia Polski.
Pochowany na cmentarzu żydowskim przy ulicy Okopowej w Warszawie (kwatera 19, rząd 2). Autorem jego pomnika jest Abraham Ostrzega.

## Wybrane publikacje
- Źródła większych majątków (1905)
- Kredyt komunalny miejski (1913)
- Instytucje bankowe (1913)
- Z zamętu walutowego (1919)
- Finansjera warszawska 1870–1925 (1926)
- Od kartelu do koncernu (1929)
- O program gospodarczy Polski
- Z teki optymisty. Rzeczy, ludzie, refleksje (1931)
- Żydzi w bankowości polskiej (1933, jako fragment Żydzi w Polsce odrodzonej t. 2)